# آتاکسین ۱

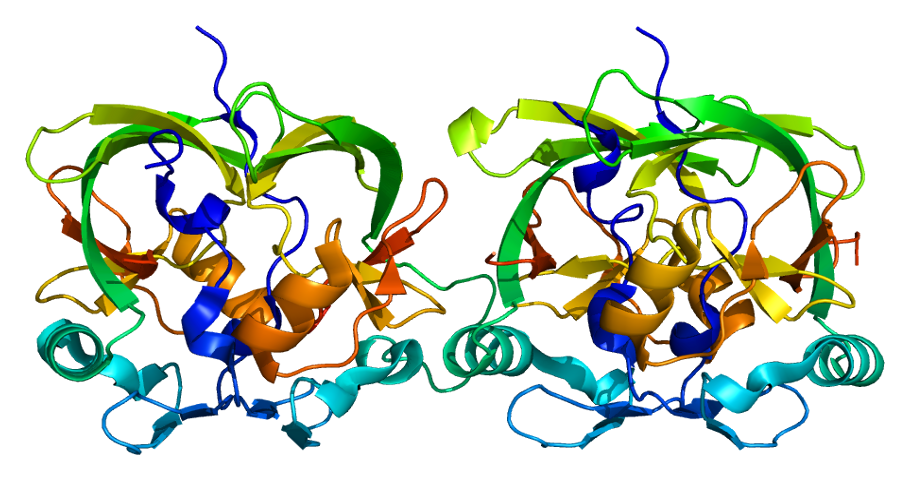
تصویر ساختار سه‌بعدی پروتئین آتاکسین-۱

آتاکسین-۱ یک پروتئین متصل شونده به دی‌ان‌ای است که در انسان توسط ژن ATXN1 کد می‌شود. جهش‌ها در این پروتئین منجر به بیماری آتاکسی مغزی-مخچه‌ای نوع ۱ یا اسپینوسربلار آتاکسی ۱ می‌شود که نوعی بیماری ارثی عصبی است و موجب از دست رفتن نورون‌های عصبی مخچه به‌ویژه نورون‌های پورکنژ می‌گردد.

## ژنتیک
ژن ATXN1 میان چندین گونه از جمله انسان، موش و دروزوفیلا (مگس سرکه) محافظت شده است.
در انسان، ژن ATXN1 بر روی بازوی کوتاه کروموزوم ۶ قرار دارد. این ژن حاوی ۹ اگزون است که دوتای آن‌ها کدکنندهٔ پروتئین هستند. همچنین تکرارهای سه نوکلئوتیدی از CAG در توالی کدکنندهٔ این ژن شناسایی شده است که در انسان به مراتب بلندتر از دیگر گونه‌هاست (۶ تا ۳۸ تکرار CAG در یک فرد سالم در مقابل ۲ تکرار در ژن موشی). این تکرار سه نوکلئوتیدی این ژن را مستعد خطای همانندسازی دی‌ان‌ای می‌کند و بین افراد می‌تواند با اندازه‌های متفاوتی وجود داشته باشد.

## ساختار
بخش‌ها و ویژگی‌های حائز اهمیتِ ساختار آتاکسین-۱ شامل:
- یک دم پلی‌گلوتامینی با اندازه‌های متفاوت، که توسط تکرارهای CAG در ژن ATXN1 کد می‌شود.
- ناحیه‌ای که به برهمکنش پروتئین-پروتئین کمک می‌کند و تحت عنوان دامین AXH شناخته می‌شود.
- یک توالی جایگیری هسته‌ای
- یک جایگاه فسفوریلاسیون که پایداری پروتئین و برهمنکش آن با پروتئین‌های پارتنرش را تنظیم می‌کند.[۵]

## عملکرد
عملکرد آتاکسین-۱ هنوز به‌طور کامل مشخص نشده است. به نظر می‌رسد که این پروتئین به دلیل جایگاهش در هستهٔ سلول، ارتباطش با ناحیهٔ پروموتر چندین ژن و برهمکنش‌هایش با تنظیم‌کنندگان رونویسی و جزئی از سیستم پیرایش آران‌ای بودن؛ در تنظیم بیان ژن دخیل باشد.

## برهمکنش‌ها
مشخص شده است که آتاکسین-۱ با پروتئین‌های زیر برهمکنش دارد:
- C2orf27[۸]
- Coilin[۹][۱۰]
- ClC[۱۱][۱۲]
- UBE2E1[۱۰]
- گلیسرآلدهید ۳-فسفات دهیدروژناز[۱۳]
- USP7[۱۴]

## نقش در بیماری
ATXN1 ژن جهش یافته در بیماری آتاکسی مغزی-مخچه‌ای نوع ۱ یا SCA1، یک بیماری ژنتیکی کشنده با وراثت غالب، است. بیماری‌ای که در آن نورون‌های مخچه و ساقهٔ مغز طی سال‌ها یا دهه‌ها از بین می‌روند. SCA1 یک اختلال تکرار سه نوکلئوتیدی است که به علت گسترش تکرارهای CAG در ژن ATXN1 که منجر به تشکیل یک دم پلی‌گلوتامینی گسترش یافته می‌شود، رخ می‌دهد. این طویل شدن دم پلی‌گلوتامینی در اندازه‌های متنوعی رخ می‌دهد به‌طوری‌که از ۶ تکرار تا ۸۱ تکرار در انسان گزارش شده است. جهش‌هایی با تکرار سه نوکلئوتیدی CAG بالای ۳۹ بار، بیماری‌زا هستند و هر چه تکرارها بیشتر شود، بروز بیماری در سنین پایین‌تر رخ خواهد داد.
اینکه چگونه گسترش پلی‌گلوتامین در آتاکسین-۱ موجب آسیب عصبی و تخریب نورون‌ها می‌شود، همچنان نامشخص است زیرا این بیماری در پی ترکیب چندین فرایند سلولی اتفاق می‌افتد.

### تجمع
پروتئین آتاکسین-۱ جهش یافته خود به خود بد تا خورده (misfolded) و مانند دیگر پروتئین‌های بد تاخورده در دیگر بیماری‌ها از قبیل پروتئین تاو، بتا آمیلوئید و هانتینگتین؛ درون سلول‌ها تجمع می‌یابد. این موضوع موجب طرح فرضیه‌ای شد که بیان می‌کرد این تجمعات پروتئینی برای نورون‌ها سمی هستند و موجب آسیب‌های عصبی می‌شوند. با این حال، مشخص شده است که این تجمعات در سلول‌های موش برای بیماری‌زایی کافی نیست. دیگر پروتئین‌های نورونی می‌توانند تجمع آتاکسین-۱ را تعدیل کنند و این موضوع می‌تواند روی سمیّت حاصل از تجمعات پروتئینی اثرگذار باشد.

### برهمکنش‌های پروتئین-پروتئین تغییریافته
آتاکسین-۱ محلول برای فعالیتش با پروتئین‌های مختلفی برهمکنش می‌کند. گسترش غیرطبیعی دم پلی‌گلوتامینی در آتاکسین-۱ می‌تواند این برهمکنش‌ها را تحت تأثیر بگذارد. گاهی موجب کاهش و از دست رفتن عملکرد (زمانی که پروتئین دیگر قادر نیست یکی از فعالیت‌های طبیعی خود را انجام دهد) و گاهی موجب بروز عملکردی جدید اما سمی و مخرب (زمانی که پروتئین با پیوندهای بسیار قوی و محکم به هدفش متصل شود یا به هدفی غیر از هدف خود بچسبد) می‌شود. به نوبهٔ خود این برهم خوردن برهمکنش‌ها می‌تواند موجب تغییر بیان ژن‌هایی که تحت کنترل آتاکسین-۱ هستند شود و منجر به بیماری گردد.

### ارتباط با HMGB1
در یک مدل موشی از بیماری SCA1، آتاکسین-۱ جهش‌یافته، کاهش و مهار پروتئین HMGB1 یا High Mobility Group Box1 را در میتوکندری‌های سلول‌های عصبی تعدیل می‌کرد. HMGB1 پروتئینی هسته‌ای است که برای تنظیم بازسازی دی‌ان‌ای لازم برای سیستم ترمیم آسیب دی‌ان‌ای و رونویسی ضروری است. اختلال در عملکرد این پروتئین (HMGB1) باعث افزایش آسیب‌های ژنوم میتوکندریایی می‌شود. در مدل موشی SCA1، افزایش بیان پروتئین HMGB1 توسط وکتورهای ویروسی حاوی این ژن چندین نتیجه را در موش‌های حاوی آتاکسین-۱ جهش‌یافته به همراه داشت: ۱- تسهیل ترمیم آسیب‌های ژنوم میتوکندریایی ۲- بهبود آسیب‌های عصبی و اختلالات حرکتی ۳- افزایش طول عمر موش‌های بیمار.